# 日本國山

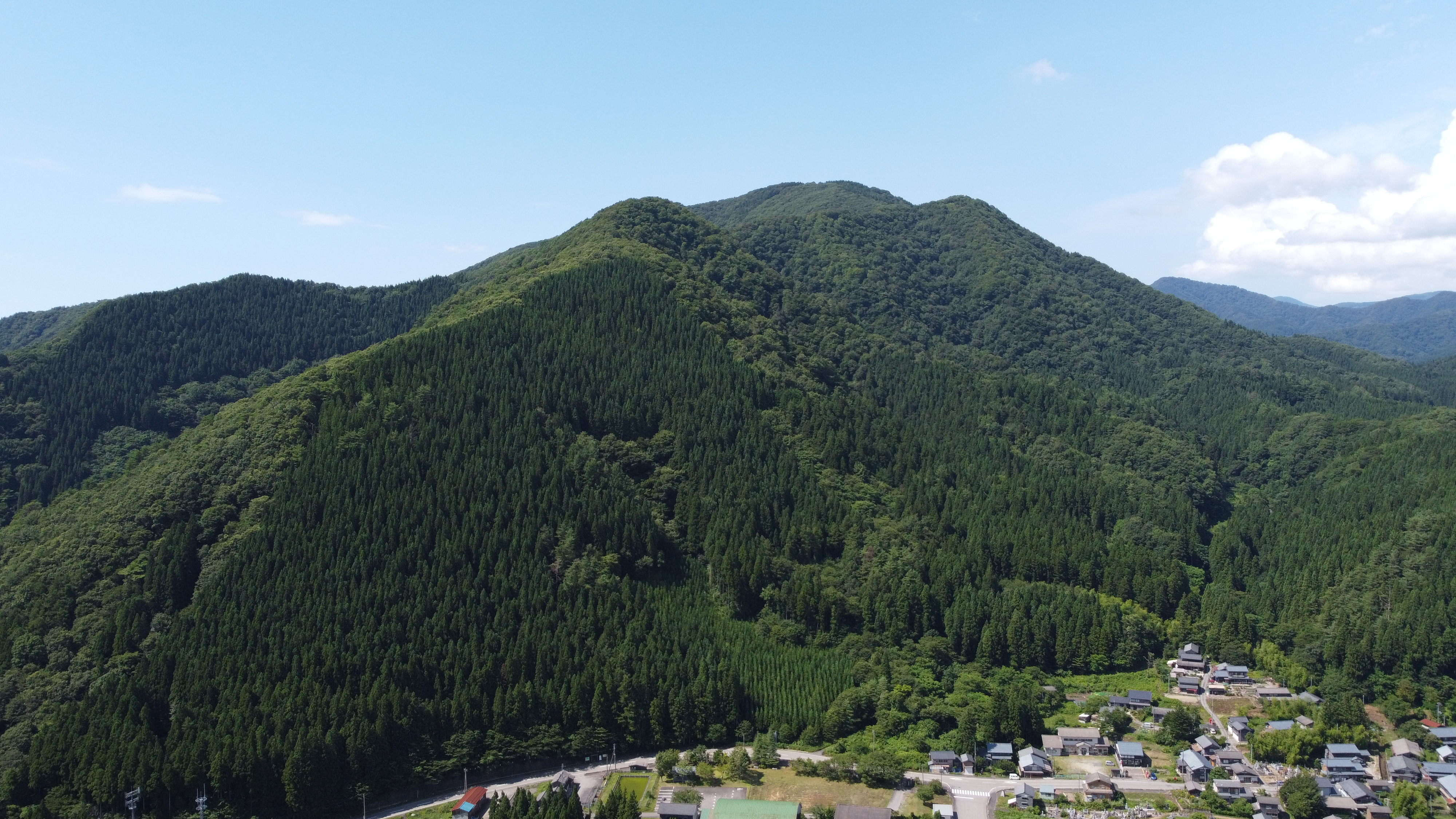
日本國山

日本國山（日语：日本国），別名石鉢山，是日本新潟縣村上市與山形縣鶴岡市交界處的一座小山，因山頂標高555公尺，因此每年訂於5月5日開山。關於此山名的由來有諸多說法，其中一說是江戶時代時的將軍（德川家光）在此山上捕捉到一隻老鷹而大喜，並賜名此山為「日本國」。而在文獻上，日本國的山名首次入籍，則是在明治時代時由國土地理院確認登錄。

## 活動爭議
日本國山的開山慶祝活動是在1981年時開始的例行活動，當時活動主辦單位在山頂上設置了一書寫著「日本國征服」字樣的橫幅掛牌。由於只是個地方性的小活動原本並不是受到太多注目，直到2013年時，主辦的地方單位「我愛日本國會」（日本国を愛する会）原本規劃要發行一份「日本國征服證明書」給參與活動並成功登頂的民眾，但因時值日本與中國及韓國之間發生領土爭議的敏感時期，證明書上的「征服」兩字與和國家名稱重複的獨特山名之組合在經新聞的報導之後，引起了爭議。支援此活動的新潟縣地域振興局之負責人接到許多來自各界民眾的書信或電話抗議，認為這樣的用詞頗為不當，雖然「征服」是當地一直以來對於登頂所用的既有稱呼方式，但基於避免沒必要的混亂之考量，在地域振興局的協調下我愛日本國會的會員同意將該證書改名為「日本國登頂證明書」，才解決了相關的爭議。

## 外部連結
- （日語）http://watchizu.gsi.go.jp/watchizu.aspx?latitude=38.52520017&longitude=139.5968939 （页面存档备份，存于）
- （日語）http://map.japanpost.jp/pc/syousai.php?id=300112395000 （页面存档备份，存于）